# Монро (округ, Пенсильвания)
Округ Монро (англ. Monroe County) располагается в США, штате Пенсильвания. Официально образован 1 апреля 1836 года. По состоянию на 2010 год, численность населения составляла 169 842 человек. Получил своё название по имени пятого президента США Джеймса Монро.

## География
По данным Бюро переписи США, общая площадь округа равняется 1599 км², из которых 1576 км² суша и 23 км² или 1,44 % это водоемы.

### Соседние округа
- Уэйн (Пенсильвания) — север
- Пайк (Пенсильвания) — северо-восток
- Сассекс (Нью-Джерси) — северо-восток
- Уоррен (Нью-Джерси) — восток
- Нортгемптон (Пенсильвания) — юг
- Карбон (Пенсильвания) — запад
- Льюзерн (Пенсильвания) — северо-запад
- Лакавонна (Пенсильвания) — северо-запад

## Демография

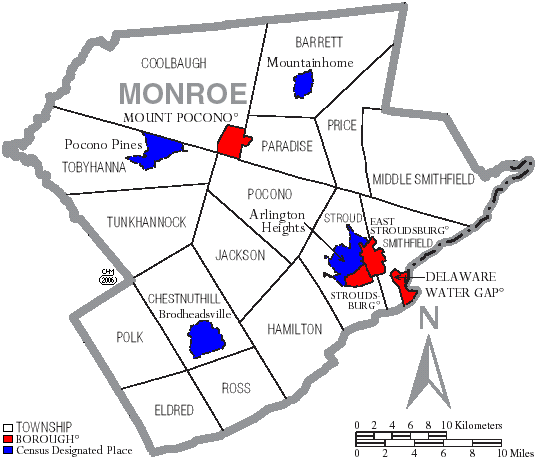
Карта округа Монро (Пенсильвания) с указанеим боро (красный) и статистически обособленных районов (синий)

По данным переписи населения 2000 года в округе проживает 176 567 жителей в составе 49 454 домашних хозяйств и 36 447 семей. Плотность населения составляет 88 человек на км². На территории округа насчитывается 67 581 жилых строений, при плотности застройки 43 строений на км². Расовый состав населения: белые — 70,5 %, афроамериканцы — 15,6 %, коренные американцы (индейцы) — 0,21 %, азиаты — 3,2 %, гавайцы — 0,03 %, представители других рас — 2,42 %, представители двух или более рас — 1,99 %. Испаноязычные составляли 19,9 % населения независимо от расы.
В составе 36,20 % из общего числа домашних хозяйств проживают дети в возрасте до 18 лет, 60,70 % домашних хозяйств представляют собой супружеские пары проживающие вместе, 8,80 % домашних хозяйств представляют собой одиноких женщин без супруга, 26,30 % домашних хозяйств не имеют отношения к семьям, 20,20 % домашних хозяйств состоят из одного человека, 7,80 % домашних хозяйств состоят из престарелых (65 лет и старше), проживающих в одиночестве. Средний размер домашнего хозяйства составляет 2,73 человека, и средний размер семьи 3,16 человека.
Возрастной состав округа: 26,80 % моложе 18 лет, 8,60 % от 18 до 24, 28,80 % от 25 до 44, 23,50 % от 45 до 64 и 12,30 % от 65 и старше. Средний возраст жителя округа 37 года. На каждые 100 женщин приходится 97,60 мужчин. На каждые 100 женщин старше 18 лет приходится 94,40 мужчин.

## Курорт

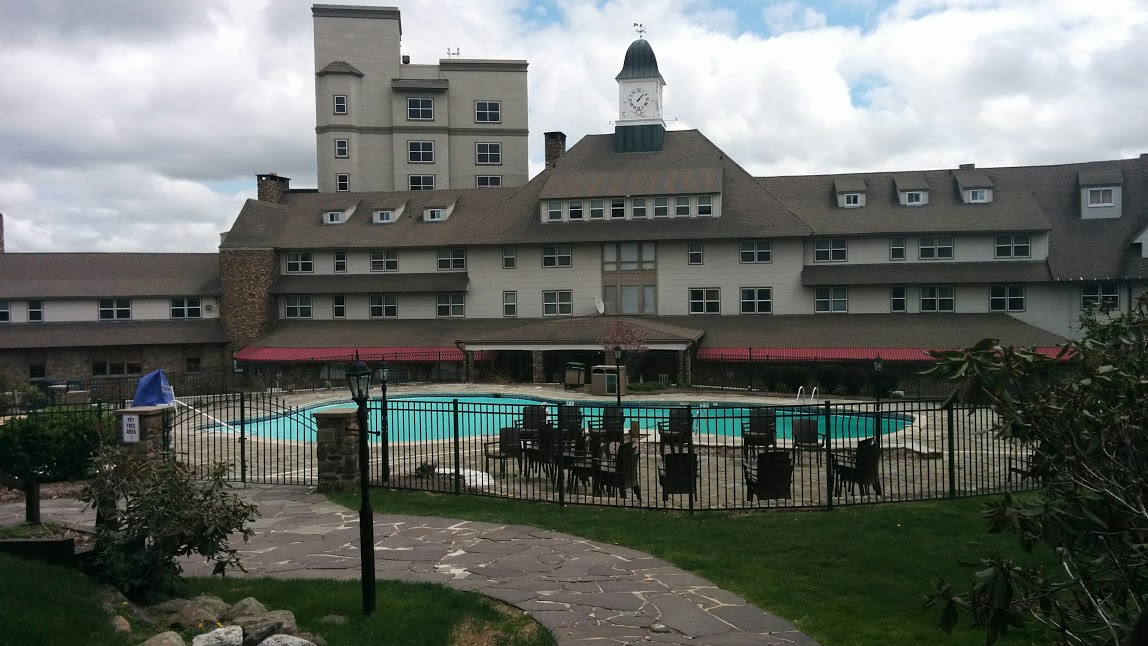
Гостиница в поместье Поконо, май 2015 года

Два самых ранних курорта Поконо, основанных соперничающими группировками квакерской общины Филадельфии, были расположены в округе Монро: гостиница у водопада Бак-Хилл (1901) и усадьба Поконо (1902). На этих курортах не разрешалось пить спиртное и танцевать, а также не приветствовались вечерние наряды. Квакеры привнесли в регион тихий, ненавязчивый стиль, но их отели позже превратились из религиозных убежищ в горные курорты. Каменный фасад Бак-Хилла стал образцом для почти 300 величественных домов из камня и гальки. Из поместья Поконо открываются потрясающие виды на восточную и западную части региона. Бак-Хилл был закрыт в 1990 году, а гостиница в поместье Поконо была почти полностью уничтожена пожаром в 2019 году.
Отель Skytop Lodge, построенный в 1928 году, также расположен в округе Монро и был описан как усадьба в голландском колониальном стиле. В нем находилась танцплощадка, а в баре на цокольном этаже подавали спиртные напитки. Skytop предлагает тридцать миль пешеходных маршрутов, а главное здание окружено лесом площадью 5000 акров (20 км2), ледниковыми болотами, ущельями болиголова, бобровыми топями и каскадными водопадами.
Отель Buckwood Inn открылся в округе Монро в 1911 году и включал в себя первое поле для гольфа, спроектированное известным гольф-архитектором А. У. Тиллингхастом. Лидер группы Фред Уоринг приобрел курорт в 1943 году, переименовал его в Shawnee Inn и транслировал оттуда свои радиопередачи. Отель Shawnee Inn ― здание в стиле испанского колониального возрождения с белой мавританской архитектурой и испанскими черепичными крышами, которое в 1990-х годах было признано единственным курортом на берегах реки Делавэр.
Маунт-Эйри Лодж, который из гостиницы на восемь номеров превратился в крупнейший курорт Поконо, располагался в округе Монро. Он широко рекламировался на нью-йоркском медиарынке под названием Beautiful Mount Airy Lodge. Хедлайнеры, такие как Боб Хоуп, Милтон Берл и Конни Фрэнсис, выступали в Crystal Room, театре Маунт-Эйри на 2000 мест. Комик Микки Фримен заявил: Еда была отвратительной, но это была узаконенная оргия. Расцвет курорта площадью 1200 акров (490 га) пришелся на 1960-е и 1970-е годы, прежде чем он закрылся в 2001 году. В октябре 2007 года на этом месте открылось казино Mount Airy.
По состоянию на июль 2015 года в округе Монро было три курорта с крытыми аквапарками: Great Wolf Lodge, Aquatopia at Camelback Resort и Kalahari Resort.